# Place du Soldat inconnu
La place du Soldat inconnu, en arabe : ميدان الجندي المجهول, également appelée place du soldat, est une place de la ville de Gaza, en Palestine. Elle est située en bordure de la rue Omar Mukhtar (en) dans le quartier Rimal. Il s'agit d'un grand jardin public fréquenté par les chômeurs de Gaza pendant la journée et par les familles en promenade le soir.

## Histoire
La place du Soldat tire son nom d'un soldat arabe palestinien (feda'i) inconnu, mort pendant la guerre israélo-arabe de 1948-1949 et enterré sur le site. Avant l'occupation israélienne de Gaza, en 1967, le centre de la place portait une statue commémorant le soldat, pointant vers le nord et le reste de la Palestine. Elle a été démolie par les autorités israéliennes et, jusque dans les années 1990, la place du Soldat n'était plus qu'une étendue de sable avec un socle blanc (vestige de la statue) au centre. Un jardin public a ensuite été aménagé sur le site avec l'aide financière de la Norvège, ainsi qu'un café qui accueille les visiteurs de la place.